# هدی‌کو
هدی‌کو (به مجاری:  Hegykő) یک شهرداری در مجارستان است که در ناحیه شوپرون واقع شده‌است. هدی‌کو ۲۶٫۸۴ کیلومتر مربع مساحت و ۱٬۴۰۵ نفر جمعیت دارد.